# IHF Super Globe 2015
Der 9. IHF Super Globe wurde vom 7. bis 10. September 2015 in Doha (Katar) ausgetragen. Die Füchse Berlin gewannen das Turnier im Finale gegen den MKB-MVM Veszprém.

## Austragungsort
Das Turnier wurde ausschließlich in der neu errichteten Duhail Sports Hall in Doha ausgetragen.

## Prämien
Der Sieger des Super Globe gewann 400.000 US-Dollar und der Zweitplatzierte 250.000 US-Dollar. Der Drittplatzierte erhielt ein Preisgeld von 150.000 US-Dollar. Insgesamt wurden 800.000 US-Dollar an Preisgeld von der Internationalen Handballföderation ausgeschüttet.

## Teilnehmer
Für die Teilnahme am Turnier qualifizierten sich die folgenden Mannschaften:
| Verein               | Kontinent (Verband) | Qualifiziert als                 | Bisherige Teilnahmen am Super Globe    |
| -------------------- | ------------------- | -------------------------------- | -------------------------------------- |
| al-Sadd Sports Club  | Asien (AHF)         | Gastgeber                        | 6 (2002, 2010, 2011, 2012, 2013, 2014) |
| FC Barcelona         | Europa (EHF)        | Titelverteidiger                 | 2 (2013, 2014)                         |
| MKB-MVM Veszprém     | Europa (EHF)        | Zweiter der EHF Champions League | 0                                      |
| Club Africain        | Afrika (CAHB)       | Sieger der CAHB Champions League | 0                                      |
| Sydney University HC | Ozeanien (OCHF)     | –                                | 3 (2012, 2013, 2014)                   |
| Handebol Taubaté     | Panamerika (PATHF)  | –                                | 2 (2013, 2014)                         |
| Füchse Berlin        | Europa (EHF)        | Wildcard 1                       | 0                                      |
| al Ahly Sports Club  | Afrika (CAHB)       | Wildcard 1                       | 1 (2007)                               |

## Finalrunde

### Viertelfinale
| 7. September 2015 13:00 Uhr | MKB-MVM Veszprém                   | 27:24        | Handebol Taubaté     | Duhail Sports Hall, Doha Schiedsrichter: El-Sayed, Rashed |
| 7. September 2015 13:00 Uhr | meiste Tore: Pálmarsson, Nilsson 5 | (12:12)      | meiste Tore: Silva 5 | Duhail Sports Hall, Doha Schiedsrichter: El-Sayed, Rashed |
| 7. September 2015 13:00 Uhr | Strafen: 2× 5×                     | Spielbericht | Strafen: 3× 2×       | Duhail Sports Hall, Doha Schiedsrichter: El-Sayed, Rashed |

| 7. September 2015 15:00 Uhr | Füchse Berlin           | 27:24        | Club Africain         | Duhail Sports Hall, Doha Zuschauer: 1.200 Schiedsrichter: Stark, Stefan |
| 7. September 2015 15:00 Uhr | meiste Tore: Nenadić 10 | (14:12)      | meiste Tore: Soussi 6 | Duhail Sports Hall, Doha Zuschauer: 1.200 Schiedsrichter: Stark, Stefan |
| 7. September 2015 15:00 Uhr | Strafen: 3×             | Spielbericht | Strafen: 3×           | Duhail Sports Hall, Doha Zuschauer: 1.200 Schiedsrichter: Stark, Stefan |

| 7. September 2015 17:00 Uhr | FC Barcelona           | 20:16        | al Ahly Sports Club      | Duhail Sports Hall, Doha Zuschauer: 2.000 Schiedsrichter: Volodkov, Zotin |
| 7. September 2015 17:00 Uhr | meiste Tore: Jallouz 5 | (12:8)       | meiste Tore: Abouebaid 5 | Duhail Sports Hall, Doha Zuschauer: 2.000 Schiedsrichter: Volodkov, Zotin |
| 7. September 2015 17:00 Uhr | Strafen: 3× 6×         | Spielbericht | Strafen: 3× 5× 1×        | Duhail Sports Hall, Doha Zuschauer: 2.000 Schiedsrichter: Volodkov, Zotin |

| 7. September 2015 20:00 Uhr | al-Sadd Sports Club      | 20:21        | Sydney University HC      | Duhail Sports Hall, Doha Zuschauer: 3.000 Schiedsrichter: Kolahdouzan, Mousaviannazhad |
| 7. September 2015 20:00 Uhr | meiste Tore: Al-Ghamdi 6 | (10:9)       | meiste Tore: Llamazares 9 | Duhail Sports Hall, Doha Zuschauer: 3.000 Schiedsrichter: Kolahdouzan, Mousaviannazhad |
| 7. September 2015 20:00 Uhr | Strafen: 3×              | Spielbericht | Strafen: 3× 4×            | Duhail Sports Hall, Doha Zuschauer: 3.000 Schiedsrichter: Kolahdouzan, Mousaviannazhad |

### Halbfinale
| 8. September 2015 18:00 Uhr | Füchse Berlin          | 26:25        | FC Barcelona            | Duhail Sports Hall, Doha Zuschauer: 2.000 Schiedsrichter: El-Sayed, Rashed |
| 8. September 2015 18:00 Uhr | meiste Tore: Nenadić 8 | (12:15)      | meiste Tore: Lazarov 11 | Duhail Sports Hall, Doha Zuschauer: 2.000 Schiedsrichter: El-Sayed, Rashed |
| 8. September 2015 18:00 Uhr | Strafen: 2× 3×         | Spielbericht | Strafen: 2×             | Duhail Sports Hall, Doha Zuschauer: 2.000 Schiedsrichter: El-Sayed, Rashed |

| 8. September 2015 20:00 Uhr | Sydney University HC     | 17:29        | MKB-MVM Veszprém    | Duhail Sports Hall, Doha Zuschauer: 1.500 Schiedsrichter: Krstić, Ljubić |
| 8. September 2015 20:00 Uhr | meiste Tore: Lennström 4 | (5:9)        | meiste Tore: Ilić 8 | Duhail Sports Hall, Doha Zuschauer: 1.500 Schiedsrichter: Krstić, Ljubić |
| 8. September 2015 20:00 Uhr | Strafen: 3× 5× 1×        | Spielbericht | Strafen: 3× 4×      | Duhail Sports Hall, Doha Zuschauer: 1.500 Schiedsrichter: Krstić, Ljubić |

### Finale
| 10. September 2015 20:00 Uhr | Füchse Berlin           | 28:27 n. V.      | MKB-MVM Veszprém     | Duhail Sports Hall, Doha Zuschauer: 5.000 Schiedsrichter: Stark, Stefan |
| 10. September 2015 20:00 Uhr | meiste Tore: Tønnesen 6 | (15:13), (24:24) | meiste Tore: Sulić 8 | Duhail Sports Hall, Doha Zuschauer: 5.000 Schiedsrichter: Stark, Stefan |
| 10. September 2015 20:00 Uhr | Strafen: 3× 4×          | Spielbericht     | Strafen: 2× 3×       | Duhail Sports Hall, Doha Zuschauer: 5.000 Schiedsrichter: Stark, Stefan |

Füchse Berlin: Heinevetter, Štochl – Wiede (4), Elísson (2/2), Fritz , Vuković  (2), Struck, Gojun  (2), Vražalić (1), Nenadić (4/1), Tønnesen (6), Jiménez , Weyhrauch (2), Schade, Nielsen   (3), Petersen  (2)
MKB-MVM Veszprém: Mikler, Alilović – Gulyás, Iváncsik, Schuch , Ilić (6/3), Pálmarsson  (1), Nilsson (1), Nagy  (4), Zeitz  (2), Ugalde (2), Marguč, Rodríguez  (1), Terzić, Alilović, Sulić (8), Lékai (1), Slišković

## Platzierungsspiele

### Playoff Platz 5–8
| 8. September 2015 14:00 Uhr | Club Africain           | 17:20        | al Ahly Sports Club      | Duhail Sports Hall, Doha Zuschauer: 2.000 Schiedsrichter: Kolahdouzan, Mousaviannazhad |
| 8. September 2015 14:00 Uhr | meiste Tore: Bannour 10 | (9:9)        | meiste Tore: Abouebaid 4 | Duhail Sports Hall, Doha Zuschauer: 2.000 Schiedsrichter: Kolahdouzan, Mousaviannazhad |
| 8. September 2015 14:00 Uhr | Strafen: 3×             | Spielbericht | Strafen: 3× 7×           | Duhail Sports Hall, Doha Zuschauer: 2.000 Schiedsrichter: Kolahdouzan, Mousaviannazhad |

| 8. September 2015 16:00 Uhr | al-Sadd Sports Club      | 24:32        | Handebol Taubaté        | Duhail Sports Hall, Doha Schiedsrichter: Volodkov, Zotin |
| 8. September 2015 16:00 Uhr | meiste Tore: Abdelhak 11 | (11:15)      | meiste Tore: Teixeira 6 | Duhail Sports Hall, Doha Schiedsrichter: Volodkov, Zotin |
| 8. September 2015 16:00 Uhr | Strafen: 4×              | Spielbericht | Strafen: 3× 4×          | Duhail Sports Hall, Doha Schiedsrichter: Volodkov, Zotin |

### Spiel um Platz 7
| 10. September 2015 14:00 Uhr | Club Africain                       | 26:20        | al-Sadd Sports Club      | Duhail Sports Hall, Doha Schiedsrichter: Volodkov, Zotin |
| 10. September 2015 14:00 Uhr | meiste Tore: Ben Salah, Ben Ghali 6 | (9:8)        | meiste Tore: Padezanin 6 | Duhail Sports Hall, Doha Schiedsrichter: Volodkov, Zotin |
| 10. September 2015 14:00 Uhr | Strafen: 4× 5×                      | Spielbericht | Strafen: 3×              | Duhail Sports Hall, Doha Schiedsrichter: Volodkov, Zotin |

### Spiel um Platz 5
| 10. September 2015 16:00 Uhr | al Ahly Sports Club    | 28:24        | Handebol Taubaté                | Duhail Sports Hall, Doha Zuschauer: 1.500 Schiedsrichter: Krstić, Ljubić |
| 10. September 2015 16:00 Uhr | meiste Tore: Mohamed 6 | (16:11)      | meiste Tore: Fernando Pacheco 5 | Duhail Sports Hall, Doha Zuschauer: 1.500 Schiedsrichter: Krstić, Ljubić |
| 10. September 2015 16:00 Uhr | Strafen: 2× 4×         | Spielbericht | Strafen: 3× 4×                  | Duhail Sports Hall, Doha Zuschauer: 1.500 Schiedsrichter: Krstić, Ljubić |

### Spiel um Platz 3
| 10. September 2015 18:00 Uhr | FC Barcelona                                    | 30:20        | Sydney University HC      | Duhail Sports Hall, Doha Schiedsrichter: Kolahdouzan, Mousaviannazhad |
| 10. September 2015 18:00 Uhr | meiste Tore: Nøddesbo, Ariño, Gurbindo, Tomás 4 | (15:10)      | meiste Tore: Llamazares 7 | Duhail Sports Hall, Doha Schiedsrichter: Kolahdouzan, Mousaviannazhad |
| 10. September 2015 18:00 Uhr | Strafen: 3× 5×                                  | Spielbericht | Strafen: 3× 4×            | Duhail Sports Hall, Doha Schiedsrichter: Kolahdouzan, Mousaviannazhad |

## Abschlussplatzierung
| Rang   | Team                 | Sp. | S | U | N | Tore  | Diff. | Pkt. |
| ------ | -------------------- | --- | - | - | - | ----- | ----- | ---- |
| Gold   | Füchse Berlin        | 3   | 3 | 0 | 0 | 81:76 | 12+5  | 6    |
| Silber | MKB-MVM Veszprém     | 3   | 2 | 0 | 1 | 83:69 | 0+14  | 4    |
| Bronze | FC Barcelona         | 3   | 2 | 0 | 1 | 75:62 | 0+13  | 4    |
| 04.    | Sydney University HC | 3   | 1 | 0 | 2 | 58:79 | 0−21  | 2    |
| 05.    | al Ahly Sports Club  | 3   | 2 | 0 | 1 | 64:61 | 12+3  | 4    |
| 06.    | Handebol Taubaté     | 3   | 1 | 0 | 2 | 80:79 | 12+1  | 2    |
| 07.    | Club Africain        | 3   | 1 | 0 | 2 | 67:67 | 12±0  | 2    |
| 08.    | al-Sadd Sports Club  | 3   | 0 | 0 | 3 | 64:79 | 0−15  | 0    |